# Cuíca-verdadeira
A cuíca, cuíca-verdadeira, ou cuíca-de-quatro-olhos (Philander opossum) é um marsupial da família dos didelfídeos, encontrado nas florestas tropicais do sul do México ao norte da Bolívia.

## Etimologia
Cuíca é um nome que provém do tupi antigo guaikuíka.

## Características
Mede cerca de 30 cm de comprimento do corpo, cauda longa com pêlos somente na base, dorso cinza-escuro, partes inferiores de cor amarelo-clara e manchas da mesma cor acima dos olhos.

## Território e Procriação
Pensa-se que sejam animais noctívagos como os outros opossum sul-americanos, mas tem-se registado igual atividade quer de noite quer de dia. O seu território pode chegar aos 300 m² embora se desloquem regularmente só num diâmetro de 30m² em redor do ninho.
Constroem ninhos ou nos ramos das árvores de 8 a 10 metros do solo ou no chão em árvores caídas ou ocas e ocasionalmente em tocas deixadas por outros animais. O ninho é redondo tendo 30 cm de diâmetro. As fêmeas dão à luz de 2 a 7 crias.

## Alimentação
É onívoro, consumindo uma grande variedade de animais pequenos, incluindo pássaros, caranguejos, rãs, insetos, cobras, lagartos e roedores. Metade da sua dieta é constituída por frutas como a banana e a papaia.

## Reação defensiva
Existe alguma discordância em relação à reação defensiva da cuíca-verdadeira: uns dizem que corre pelo chão quando ameaçado enquanto que outros declaram que escapa trepando às árvores.